# メタイルルス
メタイルルス（学名：Metailurus）は、新生代の新第三紀から第四紀にかけて生息していた、絶滅したネコ科の剣歯虎の属。ヨーロッパ（ブルガリア）やアジア（中華人民共和国）やアフリカ大陸といった世界各地に生息していた。全体的な体型は現生のピューマに似るが、後肢が長い点が特徴とされる。
本属は1924年に O. Zdansky により正式に記載された。複数の種が記載されているが、Metailurus minor はヨシに再分類された。

## 分布
化石は北アメリカ大陸、ユーラシア大陸、アフリカ大陸から産出している。産出層準は中新統から中部更新統にあたる。その地質時代範囲と広い分布域のため、ホモ・サピエンスやアウストラロピテクス・アファレンシスといった人類と遭遇していた可能性もある。

## 特徴
メタイルルスの犬歯は現生のウンピョウのものよりも長いが、スミロドンよりも短く、またブレード状というよりも円錐状であった。メタイルルスの最も完全な標本は、ギリシャのエヴィア島北部から産出した四肢・胸骨・椎骨からなる部分的な骨格である。長い後肢の存在から、メタイルルスが高い跳躍力を有していたことを示唆している。